# Gerardo Ciancio
Gerardo José Ciancio Díaz (Montevideo, 1962) es un investigador en literatura y docente uruguayo. 
Obtuvo varios premios por su trayectoria, como el Premio Anual de la Academia Nacional de Letras en tres ocasiones, el Premio César Vallejo entre otros.
Es máster en Dirección en Centros Educativos de la Universidad Complutense de Madrid.
Escribió varios libros en formato de ensayo La crítica literaria integral, La ciudad inventada y Soñar la palabra, este último fue premiado con el primer premio del Concurso Internacional de Ensayo “Mario Benedetti" obtenido en forma compartida.
Ciancio fue galardonado con el Premio Legión del Libro otorgado por la Cámara Uruguaya del Libro.

## Libros
- 1977, La ciudad inventada
- 1978, La crítica literaria integral
- 2011, Cieno
- 2012, Soñar la palabra.